# Erzbistum Mwanza
Das Erzbistum Mwanza (lat.: Archidioecesis Mvanzaensis) ist ein Metropolitanbistum der römisch-katholischen Kirche mit Sitz in Mwanza in Tansania.

## Geschichte
Vorläufer des heutigen Erzbistums Mwanza war das am 13. Juli 1894 aus dem Apostolischen Vikariat Nord-Victoria-Nyanza heraus begründete Apostolische Vikariat Süd-Victoria-Nyanza. Der Name des Apostolischen Vikariates änderte sich in Victoria-Nyanza (1915) und schließlich in  Mwanza (1929). Am 25. März 1953 wurde das Apostolische Vikariat Mwanza durch Papst Pius XII. zum Bistum erhoben und am 18. November 1987 durch Johannes Paul II. zum Erzbistum.
Suffraganbistümer sind Bukoba, Bunda, Geita, Kayanga, Musoma, Rulenge-Ngara und Shinyanga.
1998 wurde durch das Erzbistum und die TEC die St.-Augustinus-Universität Tansania (SAUT) und 2005 das Weil-Bugando University College of Health Sciences (BUCHS) gegründet. Vorläufer war das 1960 durch den Orden der Weißen Väter errichtete Nyegezi Social Training Centre, ab 1983 auf Initiative von Bischof Joseph Blomjous umfirmiert in Nyegezi Social Training Institute (NSTI). Ab 1975 stand die Schule mit über 2500 Schülern und Studenten durch Renatus Butibubage unter dem Patronat der Tanzania Episcopal Conference (TEC).

## Ordinarien
- Anton Oomen MAfr (1929–1948)
- Joseph Blomjous MAfr (1948–1965)
- Renatus Lwamosa Butibubage (1966–1987)
- Anthony Petro Mayalla (1987–2009)
- Jude Thadaeus Ruwa’ichi OFMCap (2010–2018, dann Koadjutorerzbischof von Daressalam)
- Renatus Leonard Nkwande (seit 2019)